# Koosandra, Srinivaspur
Koosandra là một làng thuộc tehsil Srinivaspur, huyện Kolar, bang Karnataka, Ấn Độ.